# جميما باري جونز
جميما باري جونز (بالإنجليزية: Jemima Parry-Jones) بالإنجليزية Jemima Parry-Jones (ني غلاسير(مثلجة)، ولدت في 6 مارس 1949) هي باحثة بريطانية على طيور الجارحة ، وهي المحافظة على البيئة، والمؤلفة، ومربية الجوارح، ومحاضرة، ومستشارة، ومديرة
المركز الدولي للطيور الجارحة.
هي ابنة فيليب غلاسير. في عام 1967 بدأ والدها أول مجموعة متخصصة من الطيور الجارحة في المملكة المتحدة. مركز الصقور، كما كان معروفا آنذاك، والآن المركز الدولي للطيور الجارحة هو 50 سنة من هذا العام. وهو يقود العالم في عدد أنواع الطيور الجارحة ولدت في الأسر، وتثقيف الآلاف من الناس كل عام، ويعمل في مجال إعادة التأهيل في كل من المملكة المتحدة والخارج، ويعمل مع الجامعات على البحوث المفيدة وغير الربحية، ومن المهم تبادل المعرفة لطيور الجارحة وتجربة لمشاريع الحفظ في جميع أنحاء العالم.
والجزء الأكبر من أعمال الصيانة خارج الموقع الآن مع النسور التي أدرجت مؤخرا باعتبارها واحدة من أكثر المجموعات المهددة بالانقراض من الطيور في العالم. وهي تعمل مع موظفي المركز في الهند ونيبال وبنغلاديش وبلغاريا وجنوب أفريقيا، وكلها على الحفاظ على النسر.
وقد كتبت جميما سبعة كتب، وشاركت في تأليف مختلف الأوراق العلمية وساعدت في البحث لأكثر من ذلك بكثير.
وفي حزيران / يونيه 1999، منحت رتبة الإمبراطورية البريطانية في قائمة تكريم بمناسبة عيد ميلاد الملكة في خدمات العناية بالطيور.

## المؤتمرات والأوراق العلمية
- 2012: المبادئ التوجيهية للزراعة ل «في نطاق» برامج تربية الحفظ من نسر هندي أبيض الظهر ، نسر ذو المنقار نحيلة.
- حفظ تربية للإفراج مستقبلا من النسور الغريبة الآسيوية المهددة بالانقراض - التقدم المحرز في البرنامج في جنوب آسيا.
- 2008: السباق لمنع انقراض النسور جنوب آسيا.
- 2008: حفظ الطيور الدولية (2008).[2]
- 2006: النسور آكلة الجيف(القمام): الآثار المحتملة وراء نسور آسيا المهددة بالانقراض بشدة.
- 2006: تسمم نسور اليغش.
- 2003: أسباب وآثار الانخفاضات المكانية لنسور اليغش في آسيا.
- 2001: أزمة البارسيس والأزمات. رفس المؤتمر الدولي الرابع حول الجوارح. إشبيلية، إسبانيا.
- 1996: تربية أسيرة مستمرة. المؤتمر الدولي لجوارح. جامعة أوربينو، إيطاليا.
- 1996: نظرة عامة على إعادة تأهيل الجوارح في المملكة المتحدة. المؤتمر الدولي للجوارح. جامعة أوربينو، إيطاليا.
- 1993: الصراعات البشرية مع الطيور الجارحة. المؤتمر الأوروبي الأول لمؤسسة الجوارح للبحوث. جامعة كينت.
- 1991: تربية الصقور الأفريقية القزم في الأسر. مؤتمر الصقر الصغير. هوك وأول تروست وجامعة كينت.

- 1990: تربية الطيور الجارحة في رأي الجمهور. مؤتمر مؤسسة الجوارح البحوث. ألينتاون، البنسلفانيا، الولايات المتحدة الأمريكية.
- 1989: مؤتمر أخلاقيات الجوارح لإعادة التأهيل. و هوك والبومة الثقة. حديقة لندن للحيوانات.
- 1988: الحضانة الأساسية والتربية. ورشة الباز والبوم جامعة برمينغهام.
- 1985: إدارة إنتاج الطيور الأسيرة من فريسة. أسير تربية مؤتمر جامعة بريستول.

## أشرطة وثائقية
- 1989 فهم الصقور. كتب وقدمها باري جونز،. إخراج ويليام كلارك فيديو وكب، ليكس.
- 1990 تربية الأسير. كتب وقدمها باري جونز،. إخراج باري إير وكب فيديو، ليكس.
- 1990 البوم. كتبه وقدمها باري جونز، إخراج باري إير وكب فيديو، ليكس.

## الإستشارات
- تقديم المشورة للشرطة، وزارة البيئة والغذاء والشؤون الريفية (المملكة المتحدة)، الجمعية الملكية لحماية الطيور، الجمعية الملكية لمنع القسوة على الحيوانات وموظفي الاتصال بالحياة البرية في الحالات المتعلقة بقانون الحياة البرية والريف (1981)؛ قانون استيراد وتصدير (الأنواع المهددة بالانقراض) (1975)؛ قانون القسوة على الحيوانات (1911).
- الظهور في المحكمة أو تقديم بيانات شهود الخبراء للشرطة في الحالات التي تنطوي على قانون الحياة البرية والريف (1981)؛ قانون استيراد وتصدير (الأنواع المهددة بالانقراض) (1975)؛ قانون القسوة على الحيوانات (1911).
- مساعدة فريق معاهدة التجارة العالمية لأصناف الحيوان والنبات البري المهدد بالانقراض في هيثرو على تطوير برنامج حاسوبي لتعريف برامج الحاسوب (مشروع الببغاء الأخضر) لاستخدامه لتحديد الطيور الجارحة المهددة بالانقراض التي يتم استيرادها، قانونيا أو غير ذلك.
- موقعة على خطة حفظ وإدارة العمل للاتحاد الدولي لحفظ الطبيعة والموارد الطبيعية. عملت على أوراق البيانات الأصنوفة، وأنتجت دراسة استقصائية على نطاق العالم على جميع الطيور أسير الجارحة. مقالات عن التربية الأسرية، كجزء من وثيقة عمل.